# Ana Paula Valadão
Ana Paula Machado Valadão Bessa, född 16 maj 1976 i Belo Horizonte i Minas Gerais, är en brasiliansk sångerska och låtskrivare.

## Diskografi
Soloalbum
- As Fontes do Amor (2009)
- Ana Paula Valadão Live In Finland (2010)

med El-Shammah
- Ele Tem Sido Fiel (1997)

med Diante do Trono
- Diante do Trono (1998)
- Exaltado (1999)
- Águas Purificadoras (2000)
- Preciso de Ti (2001)
- Nos Braços do Pai (2002)
- Quero Me Apaixonar (2003)
- Esperança (2004)
- Ainda Existe Uma Cruz (2005)
- Por Amor de Ti, Oh Brasil (2006)
- Príncipe da Paz (2007)
- A Canção do Amor (2008)
- Tua Visão (2009)
- Aleluia (2010)
- Sol da Justiça (2011)
- Creio (2012)
- Tu Reinas (2014)
- Tetelestai (2015)
- Deserto de Revelação (2017)
- Outra Vez (2019)

med Crianças Diante do Trono
- Crianças Diante do Trono (2002)
- Amigo de Deus (2003)
- Quem é Jesus? (2004)
- Vamos Compartilhar (2005)
- A Arca de Noé (2006)
- Samuel, O Menino Que Ouviu Deus (2007)
- Para Adorar ao Senhor (2008)
- Amigos do Perdão (2010)
- Davi (2012)
- Renovo Kids (2015)
- DT Babies (2016)

Andra album med Diante do Trono
- Aclame ao Senhor (med Hillsong) (2000)
- Shalom Jerusalém (med Paul Wilbur) (2000)
- Brasil Diante do Trono (2002)
- In the Father's Arms (2006)
- En los Brazos del Padre (2006)
- Sem Palavras (2006)
- Tempo de Festa (2007)
- Com Intensidade (2008)
- Glória a Deus (med Gateway Worship) (2012)
- Global Project: Português (med Hillsong) (2012)
- Renovo (2013)
- Deus Reina (med Gateway Worship) (2015)
- Pra Sempre Teu (med Gateway Worship) (2016)
- Imersão (2016)
- Muralhas (med Gateway Worship) (2017)
- Imersão 2 (2017)
- Eu e a Minha Casa (2018)
- Imersão 3 (2019)

med Nations Before the Throne
- Suomi Valtaistuimen Edessä (2012)
- Läpimurto (2014)
- Deutschland Vor Dem Thron (2015)